# Путилово (Московская область)
Путилово — село в Пушкинском районе Московской области России, входит в состав сельского поселения Царёвское. Население — 118 чел. (2010).

## География
Расположено на севере Московской области, в восточной части Пушкинского района, на ветке линии Ярославского направления Московской железной дороги Софрино — Красноармейск, примерно в 20 км к северо-востоку от центра города Пушкино и 35 км от Московской кольцевой автодороги, на впадающей в Клязьму реке Воре, западнее города Красноармейска, с которым село связано автобусным сообщением.
К селу приписано 7 садоводческих товариществ. В 7 км к западу проходит Ярославское шоссе М8, в 5 км к югу — Московское малое кольцо А107. Ближайший сельский населённый пункт — деревня Никулино, ближайшая станция — Путилово.

## Население
| 1859 | 1890  | 1899 | 1926  | 2002 | 2006 | 2010 |
| ---- | ----- | ---- | ----- | ---- | ---- | ---- |
| 459  | ↗1550 | ↘657 | ↗1282 | ↘107 | ↘97  | ↗118 |

## История
В XV столетии в Путилове существовал Ильинский монастырь, затем приходской храм, который прекратил существование после Смуты. Построенная на его месте часовня в 1898 году была перестроена в малую церковь. В 1901—1906 гг. была выстроена деревянная церковь Иконы Божией Матери Всех Скорбящих Радость с колокольней. В 1929 году закрыта и вскоре сломана.
По писцовым книгам 1576 года село Путилово с деревянной церковью Ильи Пророка относилось к Воря и Корзеневу стану Московского уезда и являлось вотчиной Троице-Сергиева монастыря.
В «Списке населённых мест» 1862 года — казённая деревня 1-го стана Дмитровского уезда Московской губернии по правую сторону Архангело-Богородского тракта (от Сергиева Посада в Богородский уезд), в 50 верстах от уездного города и 20 верстах от становой квартиры, при реке Воре, с 96 дворами, православной церковью, фабрикой, училищем и 459 жителями (197 мужчин, 262 женщины).
По данным на 1890 год — деревня Морозовской волости Дмитровского уезда с 1550 жителями, работала Вознесенская мануфактура (1165 рабочих), в 1899 году — деревня Богословской волости Дмитровского уезда, проживало 657 жителей.
В 1913 году — 89 дворов, земское училище, казённая винная лавка.
В 1917 году село стало центром Путиловской волости Дмитровского уезда.
По материалам Всесоюзной переписи населения 1926 года — центр Путиловского сельсовета Путиловской волости Сергиевского уезда Московской губернии в 8 км от Ярославского шоссе и 4,8 км от станции Софрино Северной железной дороги, проживало 1282 жителя (569 мужчин, 713 женщин), насчитывалось 324 хозяйства, из которых 221 крестьянское.
С 1929 года — населённый пункт в составе Пушкинского района Московского округа Московской области. Постановлением ЦИК и СНК от 23 июля 1930 года округа как административно-территориальные единицы были ликвидированы.
Административная принадлежность
1929—1957 гг. — центр Путиловского сельсовета Пушкинского района.
1957—1959 гг. — центр Путиловского сельсовета Мытищинского района.
1959—1960 гг. — село Царёвского сельсовета Мытищинского района.
1960—1962 гг. — село Царёвского сельсоветов Калининградского района.
1962—1963, 1965—1994 гг. — село Царёвского сельсовета Пушкинского района.
1963—1965 гг. — село Царёвского сельсовета Мытищинского укрупнённого сельского района.
1994—2006 гг. — село Царёвского сельского округа Пушкинского района.
С 2006 года — село сельского поселения Царёвское Пушкинского муниципального района Московской области.

## Известные жители
- Юрий Александрович Нырков (1924—2005) — советский футболист, игрок сборной СССР, заслуженный мастер спорта СССР; участник Великой Отечественной войны, кавалер орденов Великой Отечественной войны I степени (дважды) и II степени, орденов Красной Звезды, «За службу Родине в Вооруженных сил СССР» III степени и ордена Дружбы; генерал-майор.